# Wappen der Stadt Lübtheen
Das Wappen der Stadt Lübtheen ist seit 1880 neben der Flagge das offizielle Hoheitszeichen der Stadt Lübtheen. 

## Blasonierung
„Gespalten, vorn in Rot schräggekreuzt ein silberner Schlägel und ein silbernes Eisen, hinten in Silber auf halbem grünen Hügel ein halbe grüne Tanne am Spalt, an deren Stamm ein aufgerichteter roter Löwe.“

## Geschichte
Das Wappen von Lübtheen wurde der Stadt am 28. Oktober 1880 vom Großherzoglichen Mecklenburg-Schwerinschen Ministerium des Innern verliehen.
Nachdem das Wappen 1884 von Carl Teske überarbeitet wurde, wurde der Stadt durch den Reichsstatthalter in Mecklenburg ein vom Zeichner Hans Herbert Schweitzer entworfenes Wappen verliehen, welches nach dem Ende des Zweiten Weltkrieges für ungültig erklärt wurde. Es zeigte laut seiner offiziellen Blasonierung „In Gold auf einem grünen Dreiberg eine grüne Tanne mit rotem Stamm, an der ein silberbewehrter roter Löwe aufsteigt“.
1995 wurde durch den Schweriner Heraldiker Heinz Kippnick auf Grundlage des Wappens von Carl Teske eine Neuzeichnung angefertigt. Diese Neuzeichnung wurde im September 1995 unter der Nummer 90 in die Wappenrolle des Landes Mecklenburg-Vorpommern eingetragen.

## Wappenbegründung
Im Wappen von Lübtheen spiegelt sich die Geschichte der Stadt wider. Schlägel und Eisen als Bergbausymbole stehen für das in Lübtheen betriebene Gipswerk und den Abbau von Kalisalz. Der an der grünen Tanne aufsteigende rote Löwe verweist als redendes Wappenbild der Grafen von Dannenberg auf die einstigen Landesherren der Gegend.